# John Elliott
John Huxtable Elliott (Reading, 23 giugno 1930 – Oxford, 10 marzo 2022) è stato uno storico britannico.

## Biografia
Docente di storia della Spagna all'università di Londra dal 1968 al 1973 e a Princeton dal 1973 al 1990, nel 1999 ha vinto il premio Balzan. È Regius Professor Emeritus di storia moderna a Oxford. Le sue pubblicazioni sono incentrate sulla storia della Spagna imperiale, spaziando dalla cultura politica alla sua espansione mondiale e ai motivi del suo secolare declino. Superando perduranti luoghi comuni, ha indagato le diverse meccaniche della crescita tra l'America protestante del Nord e l'America colonizzata dalla Spagna, mettendo a confronto analisi economiche, sociali, storiche, culturali, compresa l'economia schiavista, comune a entrambi. E, svelando le radicali differenze di prospettive della cultura protestante e delle classi dirigenti spagnole a Sud, ha individuato proprio nei differenti modelli di sviluppo le ragioni del dinamismo vocato alla conquista della modernità del continente settentrionale e della lunga arretratezza dell'America Latina. 
Nel corso della sua lunga carriera ha lavorato e si è confrontato con importanti storici del XX secolo come Fernand Braudel, Jaime Vicens Vives, Eric Hobsbawm, e tra i suoi studenti merita di essere citato Geoffrey Parker.

## Opere
- La Spagna imperiale, 1469-1716 (ed. orig. 1972), A. Ca' Rossa, Collana Le vie della civiltà, Bologna, Il Mulino, 1982, ISBN 978-88-15-21444-7.
- Richelieu e Olivares (ed. orig. 1984), G. Mainardi, Collana Saggi, Torino, Einaudi, 1990, ISBN 978-88-06-11799-3.
- Il vecchio e il nuovo mondo, Milano, il Saggiatore, 1985.
- Il miraggio dell'Impero. Olivares e la Spagna: dall'apogeo al declino (2 voll.), traduzione di Paola Moretti, Collana Biblioteca Storica, Roma, Salerno Editrice, 1991, ISBN 978-88-8402-081-9.
- La Spagna e il suo mondo 1500-1700, traduzione di S. Perini, Collana Piccola Biblioteca n.632, Torino, Einaudi, 1996, ISBN 978-88-06-14057-1.
- Imperi dell'Atlantico. America britannica e America spagnola, 1492-1830, traduzione di Marina Magnani, Collana Biblioteca di cultura storica n.265, Torino, Einaudi, 2010, ISBN 978-88-06-19213-6.